# Collateral – A halál záloga
A Collateral – A halál záloga (eredeti cím: Collateral) 2004-ben bemutatott amerikai bűnügyi thriller. A film főszereplője Jamie Foxx és Tom Cruise.

## Történet
|  | Alább a cselekmény részletei következnek! |

Max Los Angeles-i taxisofőr, akinek egyhangúan telnek napjai. Álma egy saját taxitársaság megalapítása, ám ehhez sok pénz és több évi munka szükséges. Egy este fuvarhoz hívják, az utas Vincent, a bérgyilkos (ez csak később derül ki). Vincentnek tetszik Max helyismerete, ezért felajánlja, hogy egész éjszakára kibérli Max taxiját 600 dollárért.
Az első útjukon az áldozat egy drogkereskedő, aki az ablakon át kizuhan a lakásból, miután Vincent lelövi. Max taxijának tetejére esik, ahol vérnyom maradt utána. Max először megdöbben, majd Vincent felszólítására eltünteti a vérnyomokat, a holttestet berakják a csomagtartóba, majd irány a következő gyilkosság. Nem sokkal később egy rendőr állítja meg őket, az ellenőrzésen majdnem megtalálják a csomagtartóban lévő holttestet. Vincent azonban zsarolja Maxot a rendőr lelövésével, ezért megússzák az ellenőrzést.
Maxot folyamatosan hívogatja a főnöke a taxi rádióján és a helyzetéről érdeklődik. Ő értesíti Maxot, hogy Max anyja, aki egy ideje kórházban van, és akit Max minden nap meg szokott látogatni, érdeklődött a holléte felől.  Vincent ragaszkodik hozzá, hogy Max ne változtasson a napi rutinján, ezért együtt elmennek a kórházba Max anyját meglátogatni.
Gyilkosság gyilkosság után jön, majd Max korábbi utasa lesz a célpont, egy ügyésznő, aki Maxnak titkon tetszik. Nem hagyhatja, hogy megöljék, ezért megpróbálja megállítani Vincentet, de ez nem sikerül, így a célpontnak kell szólnia. A történet utolsó percei egy metróban játszódnak, ahol Max súlyosan megsebesíti Vincent-et, aki a metróban meg is hal, de ahogy azelőtt mondta, ha valakit megölnek egy nyilvános helyen, senki nem fogja észrevenni. Vincent is így hal meg, a metróban, az utasok között. Max-nek sikerül megmentenie szerelmét, és még Vincent megölése előtt megsemmisíti a meggyilkolandók listáját.
|  | Itt a vége a cselekmény részletezésének! |

## Szereplők
| Szerep              | Színész              | Szinkronhang     |
| ------------------- | -------------------- | ---------------- |
| Vincent             | Tom Cruise           | Rékasi Károly    |
| Max                 | Jamie Foxx           | Kálid Artúr      |
| Annie               | Jada Pinkett Smith   | Udvarias Anna    |
| Fanning             | Mark Ruffalo         | Betz István      |
| Richard Weidner     | Peter Berg           | Galbenisz Tomasz |
| Pedrosa             | Bruce McGill         | Orosz István     |
| Ida                 | Irma P. Hall         | Némedi Mari      |
| Daniel              | Barry Shabaka Henley | Faragó András    |
| Zee                 | Klea Scott           | Lázár Erika      |
| Felix               | Javier Bardem        | Varga Tamás      |
| Férfi a repülőtéren | Jason Statham        | Papucsek Vilmos  |